# Безелектродна лампа

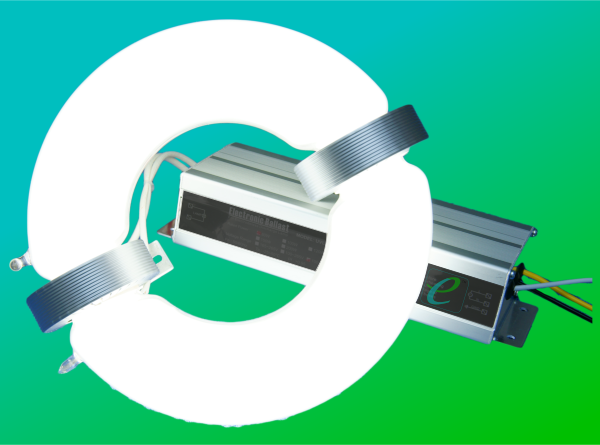
Безелектродна індукційна лампа потужністю 150 Вт

Безелектродна лампа (англ. Electrodeless lamp) — газорозрядна лампа, принцип дії якої заснований на газовому розряді у високочастотному електромагнітному полі.
Відсутність ниток розжарювання або електродів дозволяє підвищити довговічність лампи і її потужність. Безелектродні безлюмінофорні лампи мають високу стабільність параметрів (яскравість, спектральний склад), що досягається відсутністю деградуючих елементів у конструкції.

## Переваги і недоліки

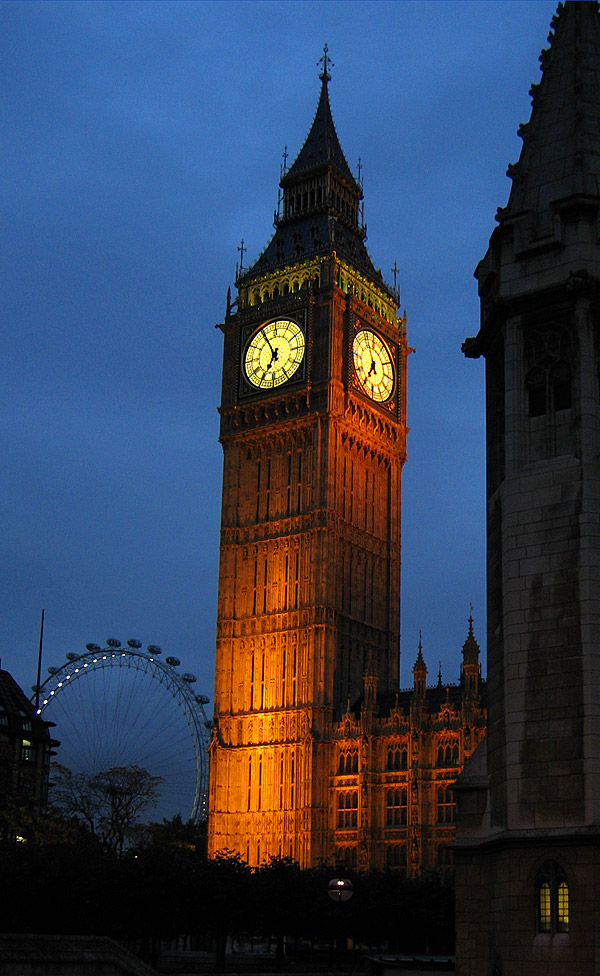
Лондонський Біг-Бен. Циферблат освітлюється безелектродними лампами.

### Переваги
- Довгий термін служби у зв'язку з відсутністю електродів — від 25000 до 100 000 годин, в залежності від моделі лампи
- Висока ефективність перетворення енергії (62 — 90 Люмен/Ват)
- Високий коефіцієнт потужності (95% — 98%)
- Екологічно чисті, оскільки індукційні лампи споживають менше енергії і використовують менше ртуті за годину роботи.

### Недоліки
- Деякі моделі індуктивних ламп можуть виробляти електромагнітні завади, що заважають радіозв'язку в цьому районі.
- Деякі типи ламп містять ртуть, яка є високотоксичною при потраплянні в навколишнє середовище.

## Застосування
- Ртутні лампи можуть застосовуватися для знезараження вод і приміщень
- Лабораторні високостабільні джерела ультрафіолету
- Зовнішнє та внутрішнє освітлення